# مارك فرانسوا
مارك فرانسوا (بالفرنسية: Marc François) (و. 1960 – 2006 م) هو ممثل، من فرنسا، ولد في أراس، توفي في باريس، عن عمر يناهز 46 عاماً.

## التعليم
تعلم في المعهد الوطني العالي للفنون الدرامية ‏.

## وصلات خارجية
- مارك فرانسوا على موقع IMDb (الإنجليزية)